# ОФК Беласица (Петрич)
Вижте пояснителната страница за други значения на Беласица.
Общински футболен клуб „Беласица“ е футболен клуб от град Петрич, България.
Участва в Втора лига. Играе домакинските си срещи на стадион „Цар Самуил“ с капацитет от 9000 места.
В своята история клубът има 12 сезона в A група и 23 сезона в Б група. Най-доброто класиране Беласица постига през сезон 2005/06, когато завършва на 6-о място в елитното първенство под ръководството на македонския треньор Стевица Кузмановски.
През 2022 година отборът се заръща в професионален футбол във Втора лига, след спечелването на титлата в Трета Югозпадна лига
В турнира за националната купа най-успешното представяне на Беласица е през сезон 1980/81. Тогава „комитите“ стигат до полуфинал.

## История
Футболното дружество „Беласица“ е създадено през 1920 г., като последователно носи имената: „Мануш войвода“ (1923), „Любомир Весов“ (1928) и „Македония“ (1931).
След 1944 г. стартират поредица от реформи. На 14 март 1946 г. 3 физкултурни дружества в града – „Любомир Весов“, „Антон Попов“ и „Спартак“, са обединени под името „Илинден“. През 1948 г. то е преименувано на „Спартак“. В края на 1949 г. следват нови промени. Обособени са няколко доброволни спортни организации на ведомствен принцип – „Динамо“ (1949 – 1957), „Червено знаме“, „Строител“, „Торпедо“ и др. Те са обединени като Дружество за физическа култура и спорт „Беласица“ през 1957 г.
„Беласица“ през 1980 г. за първи път в своята история печели правото да участва в A група. В дебютното си участие в елита през 1980/81 отборът завършва на 13-о място, а в класацията по посещаемост се нарежда на 6-а позиция. В същия сезон записва най-доброто си представяне в турнира за националната купа. Достига до полуфинал, след като отстранява последователно „Автостроител“ (Шумен), тогавашния актуален носител на трофея „Славия“ (София), „Чавдар“ (Троян) и „Асеновец“ (Асеновград). В полуфинала, игран на 22 април 1981 г. на неутрален терен в Карлово, губи с 0:6 от бъдещия носител на купата „Ботев“ (Пловдив).
В тези години „комитите“ си печелят славата на изключително силен домакин. За 4 сезона допускат само 2 загуби на своя стадион „Цар Самуил“. В отбора разчитат почти изцяло на местни футболисти, юноши на клуба. Личат имената на вратаря Валери Дагалов, Димитър Димитров-Катеричката, Георги Бибишков (баща на Крум Бибишков), Костадин Кабранов, Димитър Карадалиев, Йордан Попов, Валери Стоянов, Лозан Тренчев. Беласица се задържа в А група до сезон 1983/84, когато завършва на 12-ро място, но изпада след баражи.
През лятото на 2001 г., 17 години по-късно, Беласица се завръща по административен начин в A група след обединение с Хебър (Пазарджик), който завършва на 9-о място в елита през сезон 2000/01. „Комитите“ са поети от Войн Войнов, който дотогава е треньор на Хебър. В състава влизат и редица играчи на пазарджиклии, сред които Александър Тунчев, братята Веселин Минев и Йордан Минев, Анатоли Тонов. Отборът обаче завършва на предпоследното 13-о място в първенството през сезон 2001/02 и изпада отново в Б група.
Година по-късно Беласица се завръща в А група и следва най-дългата серия в елита – 6 сезона до 2009 г. Една от причините за това са качествените бразилски футболисти, които акостират в клуба през този период, а впоследствие оставят следа в българския футбол. Сред тях са Марсело Вава, Диану, Маркиньош, Едуардо Ду Бала, Ели Маркеш. През есента на 2005 г. за треньор на отбора е назначен македонският специалист Стевица Кузмановски, под чието ръководство е постигнато най-доброто класиране в историята – 6-о място през сезон 2005/06. През следващия сезон 2006/07 Беласица също има стабилни изяви и финишира на 8-а позиция. Впоследствие обаче настъпва спад. През сезон 2007/08 петричани завършват на 13-о място, като се спасяват от изпадане в последния кръг, но през сезон 2008/09 заемат последната позиция и изпадат в Б група.
Заради финансови и административни неуредици през лятото на 2009 г. Беласица не успява да картотекира футболисти за новия сезон във втория ешелон и е изваден от групата. Озовава се директно в Югозападната В група. През 2012 г. Беласица изпада във финансова несъстоятелност и е изправен пред угрозата да бъде закрит. Това обаче не се случва, тъй като издръжката на клуба е поета от Община Петрич.

## Успехи
- През 1981 г. Беласица е полуфиналист за купата на страната.
- В първенството най-големия успех е шесто място през сезон 2005/06, когато начело на отбора е македонския треньор Стевица Кузмановски.

## Състав 2022/2023
Към 26 юли 2022 г. 

## Почетни листи в А група
| Място | Име                | Мачове |
| ----- | ------------------ | ------ |
| 1     | Димитър Карадалиев | 108    |
| 2     | Лозан Тренчев      | 105    |
| 3     | Йордан Попов       | 101    |
| 4     | Валери Стоянов     | 93     |
| 5     | Александър Вуков   | 86     |

| Място | Име                | Голове |
| ----- | ------------------ | ------ |
| 1     | Костадин Кабранов  | 22     |
| 2     | Едуардо Ду Бала    | 20     |
| 3     | Димитър Карадалиев | 19     |
| 4     | Марсело Вава       | 18     |
| 5     | Георги Бибишков    | 16     |

## Играчи
- Васил Танев[6]
- Христо Бакалов
- Георги Бохоров
- Борис Гаганелов
- Христо Маринчев
- Сашо Гущеров
- Валери Дагалов
- Костадин Кабранов
- Димитър Карадалиев
- Йордан Каранушков
- Емил Шаламанов
- Никола Нанов
- Георги Николов
- Йордан Попов
- Петър Хаджийски
- Захари Смилянов
- Владимир Кръжанов
- Бранимир Кочев
- Георги Варадев
- Илия Герасимов
- Иван Велев
- Димчо Беляков
- Иван Златински
- Лозан Тренчев
- Георги Ръжданов
- Росен Трайков
- Методи Андреев
- Георги Шавалов
- Валери Стоянов
- Ангел Манолов
- Марсело Виейра-Вава
- Павел Калаксъзов
- Атанас Георгиев
- Борислав Гущеров
- Валентин Захариев